# Футбол для незрячих на летних Паралимпийских играх 2024
Футбольный турнир среди незрячих на XVII летних Паралимпийских играх проходил с 1 по 7 сентября 2024 года. Это был 6-й по счёту розыгрыш подобного футбольного состязания на Паралимпиадах. Турнир проходил в центре Парижа на временной спортивной площадке, построенной на Марсовом поле на фоне Эйфелевой башни.
Впервые в истории золотые медали взяла сборная Франции, обыгравшая в финале в серии послематчевых пенальти соперников из Аргентины. Бронзовые медали выиграла сборная Бразилии, ранее непременно становившаяся паралимпийским чемпионом.

## Медалисты
| Золото  | Серебро   | Бронза   |
| ------- | --------- | -------- |
| Франция | Аргентина | Бразилия |

## Квалификация
Помимо сборной принимающей страны, ещё 7 сборных из 4 конфедераций квалифицировались на Игры.
| Метод квалификации                                      | Период                | Место проведения | Число квот | Квалифицировавшиеся сборные |
| ------------------------------------------------------- | --------------------- | ---------------- | ---------- | --------------------------- |
| Принимающая страна                                      | —                     | —                | 1          | Франция                     |
| Чемпионат Европы по футболу среди незрячих 2022         | 8 июня — 18 июня 2022 | Пескара          | 1          | Турция                      |
| Чемпионат Африки по футболу среди незрячих 2022         | 14 — 26 сентября 2022 | Бузника          | 1          | Марокко                     |
| Чемпионат Азии и Океании по футболу среди незрячих 2022 | 11 — 18 ноября 2022   | Кочин            | 1          | Китай                       |
| Всемирные игры IBSA 2023                                | 18 — 27 августа 2023  | Бирмингем        | 3          | Аргентина                   |
| Всемирные игры IBSA 2023                                | 18 — 27 августа 2023  | Бирмингем        | 3          | Колумбия                    |
| Всемирные игры IBSA 2023                                | 18 — 27 августа 2023  | Бирмингем        | 3          | Япония                      |
| Парапанамериканские игры 2023                           | 17 — 26 ноября 2023   | Сантьяго         | 1          | Бразилия                    |

1. 1 2  Так как сборные Китая и Бразилии, занявшие на Всемирных играх IBSA 2-е и 3-е места, отобрались на Паралимпиаду по региональным квотам, их места заняли Колумбия и Япония, финишировавшие на 4-м и 5-м местах соответственно[6].

Жеребьёвка группого этапа финального турнира прошла 25 мая 2024 года в Париже во время Церемонии открытия мирового гран-при IBSA по футболу среди незрячих.

## Групповой этап

### Группа A
| Поз | Команда     | И | В | Н | П | МЗ | МП | РМ | О | Квалификация      |
| --- | ----------- | - | - | - | - | -- | -- | -- | - | ----------------- |
| 1   | Бразилия    | 3 | 2 | 1 | 0 | 7  | 1  | +6 | 7 | Выход в полуфинал |
| 2   | Франция (Х) | 3 | 2 | 0 | 1 | 3  | 3  | 0  | 6 | Выход в полуфинал |
| 3   | Китай       | 3 | 1 | 1 | 1 | 2  | 1  | +1 | 4 | Матч за 5-е место |
| 4   | Турция      | 3 | 0 | 0 | 3 | 0  | 7  | −7 | 0 | Матч за 7-е место |

| Бразилия                                       | 3:0     | Турция |
| ---------------------------------------------- | ------- | ------ |
| - Нонато 6′ (пен.), 21′ (пен.) - Гонсалвеш 20′ | (отчёт) |        |

| Франция   | 1:0     | Китай |
| --------- | ------- | ----- |
| - Юмэ 19′ | (отчёт) |       |

| Турция | 0:2     | Китай               |
| ------ | ------- | ------------------- |
|        | (отчёт) | - Чжу 20′ - Тан 24′ |

| Франция | 0:3     | Бразилия                                     |
| ------- | ------- | -------------------------------------------- |
|         | (отчёт) | - Алвес 14′ - Соарес 15′ (пен.) - Нонато 27′ |

| Китай | 0:0     | Бразилия |
| ----- | ------- | -------- |
|       | (отчёт) |          |

| Турция | 0:2     | Франция                  |
| ------ | ------- | ------------------------ |
|        | (отчёт) | - Виллеро 5′ - Барон 20′ |

### Группа B
| Поз | Команда   | И | В | Н | П | МЗ | МП | РМ | О | Квалификация      |
| --- | --------- | - | - | - | - | -- | -- | -- | - | ----------------- |
| 1   | Колумбия  | 3 | 2 | 1 | 0 | 2  | 0  | +2 | 7 | Выход в полуфинал |
| 2   | Аргентина | 3 | 1 | 2 | 0 | 1  | 0  | +1 | 5 | Выход в полуфинал |
| 3   | Марокко   | 3 | 1 | 1 | 1 | 1  | 1  | 0  | 4 | Матч за 5-е место |
| 4   | Япония    | 3 | 0 | 0 | 3 | 0  | 3  | −3 | 0 | Матч за 7-е место |

| Япония | 0:1     | Колумбия   |
| ------ | ------- | ---------- |
|        | (отчёт) | - Перес 8′ |

| Марокко | 0:0     | Аргентина |
| ------- | ------- | --------- |
|         | (отчёт) |           |

| Аргентина | 0:0     | Колумбия |
| --------- | ------- | -------- |
|           | (отчёт) |          |

| Япония | 0:1     | Марокко             |
| ------ | ------- | ------------------- |
|        | (отчёт) | - Сасаки 26′ (авт.) |

| Колумбия    | 1:0     | Марокко |
| ----------- | ------- | ------- |
| - Перес 25′ | (отчёт) |         |

| Аргентина       | 1:0     | Япония |
| --------------- | ------- | ------ |
| - Фернандес 10′ | (отчёт) |        |

## Плей-офф

### Сетка
|  | Полуфиналы       | Полуфиналы |                   |       | Финал | Финал |
|  |                  |            |                   |       |       |       |
|  | 5 сентября       |            |                   |       |       |       |
|  |                  |            |                   |       |       |       |
|  | Колумбия         | 0          |                   |       |       |       |
|  | Колумбия         | 0          | 7 сентября        |       |       |       |
|  | Франция          | 1          |                   |       |       |       |
|  | Франция          | 1          | Франция (пен.)    | 1 (3) |       |       |
|  | 5 сентября       |            | Франция (пен.)    | 1 (3) |       |       |
|  |                  | Аргентина  | 1 (2)             |       |       |       |
|  | Бразилия         | Аргентина  | 1 (2)             | 0 (3) |       |       |
|  | Бразилия         |            |                   | 0 (3) |       |       |
|  | Аргентина (пен.) | 0 (4)      |                   |       |       |       |
|  | Аргентина (пен.) | 0 (4)      | Матч за 3-е место |       |       |       |
|  |                  |            |                   |       |       |       |
|  | 7 сентября       |            |                   |       |       |       |
|  |                  |            |                   |       |       |       |
|  | Колумбия         | 0          |                   |       |       |       |
|  | Колумбия         | 0          |                   |       |       |       |
|  | Бразилия         | 1          |                   |       |       |       |

### Матч за 7-е место
| Турция                  | 2:0     | Япония |
| ----------------------- | ------- | ------ |
| - Шатай 22′ - Аслан 29′ | (отчёт) |        |

### Матч за 5-е место
| Китай   | 1:0     | Марокко |
| ------- | ------- | ------- |
| - Ли 9′ | (отчёт) |         |

### Полуфиналы
| Колумбия | 0:1     | Франция       |
| -------- | ------- | ------------- |
|          | (отчёт) | - Виллеро 26′ |

| Бразилия                                            | 0:0     | Аргентина                                                 |
| --------------------------------------------------- | ------- | --------------------------------------------------------- |
|                                                     | (отчёт) |                                                           |
| Пенальти                                            |         |                                                           |
| Майкон · Лопес · Нонато · да Силва · Соарес · Алвес | 3:4     | Эспинильо · Риос · Эредия · Падилья · Оливера · Фернандес |

### Матч за 3-е место
| Колумбия | 0:1     | Бразилия      |
| -------- | ------- | ------------- |
|          | (отчёт) | - Жефиньо 24′ |

### Финал
| Франция                  | 1:1     | Аргентина                 |
| ------------------------ | ------- | ------------------------- |
|                          | (отчёт) |                           |
| Пенальти                 |         |                           |
| Арезки · Барон · Виллеро | 3:2     | Эспинильо · Риос · Эредия |